# 신아중학교
신아중학교(新峨中學校)는 대한민국 대구광역시 동구 신암동에 있는 공립 중학교이다.

## 학교 연혁
- 1980년 12월 15일 : 대도여자중학교 설립 인가(45학급)
- 1985년 12월 20일 : 신암중학교 설립 인가
- 2003년 3월 1일 : 대도여자중학교에서 아양중학교로 교명 변경(남녀 공학)
- 2017년 1월 4일 : 제34회 아양중학교 졸업식 (4반 99명, 누계 17,600명)
- 2017년 1월 4일 : 제29회 신암중학교 졸업식 (4반 89명, 누계 10,111명)
- 2017년 3월 1일 : 신아중학교 개교(20학급 351명, 신암중학교 · 아양중학교 통합)
- 2017년 3월 2일 : 2017학년도 입학식(5반 96명)
- 2020년 9월 1일 : 제3대 김성호 교장 취임
- 2021년 12월 31일 : 제39회 신아중학교 졸업식(5반 87명, 누계 28,256명)
- 2022년 3월 2일 : 2022학년도 입학식(4반 81명)

## 참고 자료
- 신아중학교 - 한국교육학술정보원 학교알리미